# Hangiri

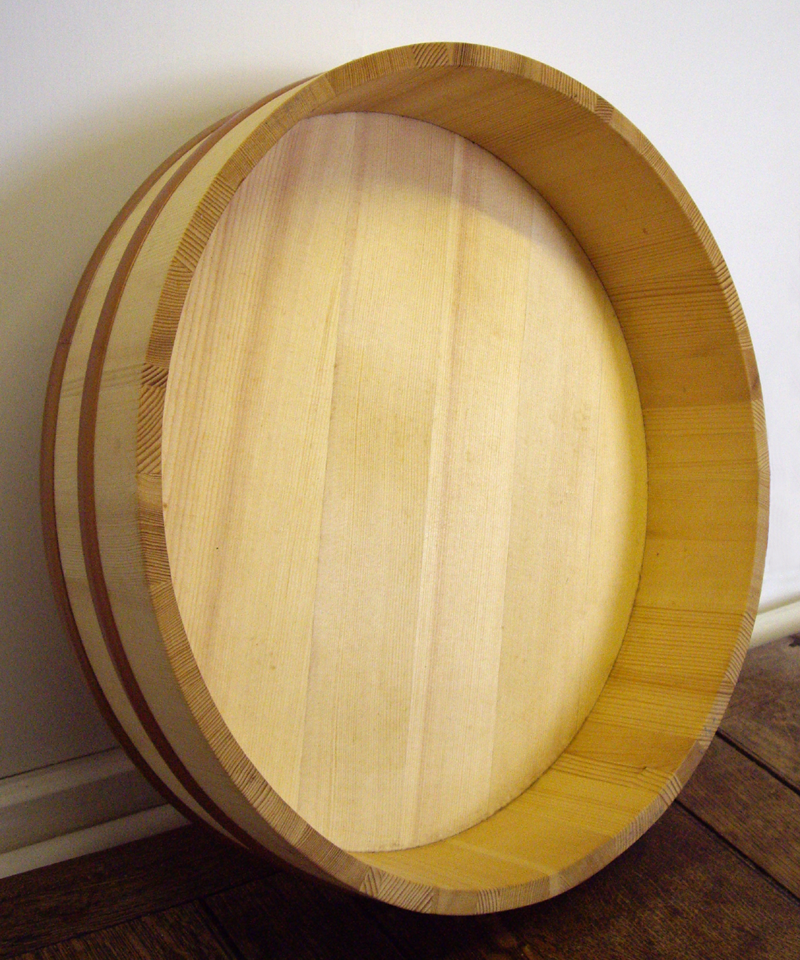
Ein japanischer Hangiri

Ein Hangiri (jap. 飯切 / 半切, kana はんぎり) ist in der japanischen Küche ein runder Holzbottich mit flachem Boden, der bei der Zubereitung von Reis für Sushi verwendet wird.
Traditionell werden Hangiri aus Sawaraholz hergestellt, das von zwei Kupferreifen zusammengehalten wird. Der Durchmesser eines solchen Gefäßes kann von 30 cm für den Gebrauch in der häuslichen Küche bis 1 Meter in Restaurants reichen.
Der Koch verwendet Hangiri und ein hölzernes Rührwerkzeug (Shamoji), um den Reis zu formen und abzukühlen. Nach dem Kochen wird der Reis in den Bottich gefüllt und dort mit Reisessig, Zucker und Salz vermengt. Danach wird der Bottich während des Abkühlens mit einem Tuch (Fukin) abgedeckt.